# Препусни на воля
„Препусни на воля“ (на английски: Running Free) е приключенски филм от 2000 г., в който се разказва за един кон, който е роден в пленничество през 1914 г. Филмът е започнат през 1998 г. и е пуснат в Съединените щати през 2000 г. Режисиран е от Сергей Бодров, продуциран е от Жан-Жак Ако, който също е сценарист на филма, разказвач е Лукас Хаас и е разпространяван от „Кълъмбия Пикчърс“.